# 教父3
《教父3》（英語：The Godfather Part III）是一部1990年的美國黑幫電影，是繼1974年《教父2》之後十六年的1990年才上映的《教父》三部曲完結篇。本片由法蘭西斯·柯波拉再次執導，劇情完整敘述第二代教父麥可·柯里昂的後段人生，並且影射兩項真實事件─1978年，教宗若望·保祿一世驟逝；1982年，義大利安保信银行案（Banco Ambrosiano scandal）。安保信是建立在意大利的一家银行，被发现从事为政治家提供献金，为黑手党提供洗钱服务，为梵蒂冈提供金融管道资助东欧天主教反对派，以及资助尼加拉瓜桑迪诺武装阵线等。该银行主席罗伯托·卡尔维Roberto Calvi在调查的高潮时被发现被吊死在伦敦黑兄弟桥下。由艾爾·帕西諾、安迪·賈西亞和蘇菲亞·柯波拉等主演。

## 劇情介紹
年近花甲的麥可回首一生，開始想要棄惡從善，他不僅放棄了柯里昂家族中大多的犯罪勢力，甚至創立了以父親為名的維托·柯里昂基金會。影片首先開始於1979年的聖派翠克舊堂，麥可在此获得了羅馬教廷頒發的聖賽巴斯汀勳章，在吉爾戴总主教（Archbishop Gilday）頒獎的該儀式中，連麥可多年未見的妻子凱，也和她改嫁的丈夫一同出席。在儀式過後的派對中，麥可與凱重聚，但凱主要是為兒子安東尼而來，她希望麥可能同意安東尼放棄法律學位而成為他所希望的歌劇音樂家，起初麥可並不同意，但是最後也終於接受了。
另一方面，麥可長兄桑尼與情婦露西·曼西尼的私生子文森·曼西尼也出現在派對上，文森是個野心勃勃、風流瀟灑的年輕後輩，他與柯里昂家族手下紐約的一名头目喬伊·札薩有相當嚴重的衝突，兩人甚至在麥可面前大打出手。文森一直希望與札薩分道揚鑣，到叔叔麥可底下作助手，但是麥可並不同意，最後在文森的堅持之下，麥可才同意了文森的請求。派對結束後，麥可也邀請文森一起拍攝家族大合照。
有一晚，文森遭到兩名殺手夜襲，他敏捷地制服了兩名殺手，並問出他們是札薩所派遣，爾後殺人滅口。另一方面，麥可希望能透過梵蒂岡宗教界讓事業合法化，麥可投資了6億美元到梵蒂岡銀行內（名義上只有2億，暗中又匯入了4億元），希望取得教廷控制的房地產公司「屹立國際集團」（International Immobiliare）的主導權，但是在股東會議上，大多數的股東都因為柯里昂家族的犯罪歷史，而反對麥可加入。
艾圖貝洛閣下是一名黑手黨老領袖，是柯里昂家族的好友，他告訴麥可，麥可的紐約合夥人要求在大西洋城開會。在會議中，麥可想金盆洗手退出賭業，並給了幾乎所有的賭場合夥人大筆的回饋，唯獨札萨沒分得一文钱，這讓札萨相當不滿並且與麥可為敵，他衝出會場後，艾圖貝洛也跟了出去，不久後一架武裝直昇機便襲擊了整個會場，幾乎在場的所有人都被殺害，只有文森、麥可及麥可的隨從倖存。返家後的麥可思索著，突然糖尿病發作、中風，被送醫急救。
另一方面，文森與堂妹瑪莉卻談起了戀愛。在麥可不知情的情況下，文森得到了姑妈康妮的同意，策劃了對於札萨的報復行動，在一場天主教的聖駕巡遊上，札萨的隨身護衛都被殺害，而札萨本人也被文森親自射殺。麥可得知後嚴厲譴責文森的舉動，並要求文森與瑪莉分手，因為與文森交往，可能會讓瑪莉陷於危險之中。
麥可返回了父親的故鄉西西里島，麥可希望文森假裝因瑪莉而與麥可分裂，加入艾圖貝洛麾下當臥底，隨後艾圖貝洛引薦文森給整件事情的主謀卢凯西閣下（Don Luchessi），而文森也獲得了他們的信任。麥可為了讓投資案順利，特別與紅衣主教藍貝托（Lamberto）會面，這位虔誠而正直的主教特別要求麥可告解，而麥可也將藏在心裡多年的秘密說了出來，包括他下令殺害胞兄弗雷多的事實。
麥可與凱這對當年的夫妻在西西里旅遊，他們最後也打開了彼此的心門，互訴心聲，麥可希望得到凱的諒解，而凱也告訴麥可，她始終愛著麥可。然而麥可卻突然得知他多年的好友湯瑪西諾閣下（Don Tommasino）遭到刺殺而死，這讓麥可深深理解到一場腥風血雨的殺戮是無可避免的。文森與麥可再度會面，並且將所得知的消息告知麥可─卢凯西閣下是反對投資案背後的藏鏡人，並且將會有非常厉害的殺手奉命刺殺麥可。文森堅持要採取報復行動，但是麥可警告他，走上了這條路就無法回頭，文森堅持己見，而麥可最後也同意了，他將禪讓予文森，文森認祖歸宗，改稱「文森·柯里昂」，成為柯里昂家族第三代教父，但同時他也必須與麥可的女兒瑪莉断绝關係。
另一方面，藍貝托被選為新一代教皇若望·保祿一世，雖然他讓麥可的投資案過關，但相對的也會威脅到背後反對的操縱者。而後，吉爾戴大主教不想讓銀行虧空的事東窗事發，下毒謀害教皇。
復活節到了，柯里昂家族一同到西西里島巴勒莫的知名歌劇院，準備欣賞安東尼歌劇處女秀，奉命刺殺麥可的殺手殺害了三個文森的手下，但是在整齣歌劇上一直沒有機會暗殺麥可。
而一貫柯里昂家族的報復行動，這次則由文森所策劃，在歌劇演出之同時，柯里昂家族的報復行動又開始：
- 卢凯西指使的銀行家凯辛格（Keinszig）遭到文森手下殺害，屍體被偽裝成自殺案件（上吊）。
- 康妮以下毒的義大利點心奶油甜餅款待教父艾圖貝洛，不久後艾圖貝洛也長眠了。
- 弒殺教皇的吉爾戴大主教在樓梯井遭到艾爾·納利（Al Neri）槍殺，屍體從樓梯掉落至地面。
- 卢凯西被麥可親信卡羅捨命以眼鏡插入喉嚨致死。

在麥可一行人離開劇院後，敵派的殺手找到機會接近並且朝麥可開槍，隨後殺手被文森直接射殺，但是射向麥可的子彈，卻打中前來與麥可談話的瑪莉，瑪莉胸膛中槍，在喊了一聲：「爸？」（Dad?）即死去，麥可撕心裂肺，卻張口無聲，待最初的衝擊過後始放聲哀嚎。
影片最後結束在數個鏡頭，包括麥可與女兒、兩任妻子跳舞的片段，片段完後，鏡頭帶到麥可的身邊，看著麥可凋零的身軀，在孤寂中慢慢辭世，身旁只有兩隻小狗陪伴。（影片DVD隨後講到麥可是在1997年死去）
影片著重表現麥可的心理變化，展示「成功背後同時存在悲劇」的必然。在劇中，麥可不只是吒叱風雲的黑道大亨，而主要是個垂垂老矣、渴求親情、渴求別人諒解自己的孤獨老人。可惜天不從人願，最後只能在腦海中追憶著自己一生中最幸福的歲月、最在乎的人及自己最真摯的情感，惹人同情。同時，電影亦揭示了這世界黑道與白道在政治、宗教、商業彼此結合背後的黑暗面。

## 演員
- 艾爾·帕西諾 飾 麥可·柯里昂
- 安迪·賈西亞 飾 文森·柯里昂（英语：Vincent Corleone）
- 黛安·基頓 飾 凱·亞當斯-柯里昂（英语：Kay Adams-Corleone）
- 泰莉亞·雪爾 飾 康妮·柯里昂（英语：Connie Corleone）
- 蘇菲亞·柯波拉 飾 瑪莉·柯里昂（英语：Mary Corleone）
- 埃里·瓦拉赫 飾 當·艾圖貝洛（英语：Don Altobello）閣下
- 喬治·漢密爾頓 飾 B·J·哈里森（B. J. Harrison）
- 喬·曼塔納（英语：Joe Mantegna） 飾 喬伊·札萨（英语：Joey Zasa）
- 布麗姬·芳達 飾 葛瑞絲·漢米爾頓（Grace Hamilton）
- 理察·布賴特（英语：Richard Bright (actor)） 飾 Al Neri
- 拉夫·法羅尼（英语：Raf Vallone） 飾 紅衣主教藍貝托（後為教皇）
- Franc D'Ambrosio（英语：Franc D'Ambrosio） 飾 Anthony Corleone（英语：Anthony Corleone）
- 多納·都奈利（英语：Donal Donnelly） 飾 Archbishop Gilday
- 赫爾穆特·貝加（英语：Helmut Berger） 飾 Frederick Keinszig
- Don Novello（英语：Don Novello） 飾 Dominic Abbandando
- John Savage（英语：John Savage (actor)） 飾 Father Andrew Hagen
- Mario Donatone 飾 Mosca
- 維多里奧·杜斯（英语：Vittorio Duse） 飾 Don Tommasino
- Enzo Robutti（英语：Enzo Robutti） 飾 Don Licio Lucchesi
- Al Martino 飾 Johnny Fontane（英语：Johnny Fontane）
- 潔西卡·迪西可（英语：Jessica DiCicco） 飾 Child

## 花絮
根據一篇《Premiere雜誌》上的文章報道，柯波拉和普佐要求用六個月時間，在1981年復活節前完成初份劇稿。但派拉蒙公司為了節日影片檔期，只同意給他們六周時間，必須在1980年耶誕節前完成劇本。
艾爾·帕西諾、黛安·基頓和泰莉亞·雪爾繼續飾演前兩部中的角色。而據《教父DVD收藏版》中柯波拉對於電影的音效評論提到，勞勃·杜瓦拒絕再飾演湯姆·哈金一角，除非他的片酬和艾爾·帕西諾一樣多。勞勃·杜瓦認為二分之一至三分之一於艾爾·帕西諾的片酬是「不理想但可接受」，但製片方最多只肯給他艾爾·帕西諾五分之一的片酬。
在《Inside the Actor's Studio》的一段中杜瓦提到他理解帕西諾是巨星，但片酬之間巨大的差異實在令他感到倍受侮辱。在杜瓦退出後，柯波拉改寫了劇本，讓湯姆·哈金在故事開始前死去。柯波拉又創造了「B·J·哈里森」來代替湯姆·哈金在故事中的角色。導演後來提到，對他而言，沒有了杜瓦的參與，電影感覺並不完整。而根據柯波拉所述，如果杜瓦同意參演，那麼哈金將在柯里昂的慈善團體中扮演重要角色。
柯波拉認為前兩部電影已經講完了柯里昂家族的傳奇，只是因為另一部大投入影片《現代啟示錄》的失敗，使得自己經濟拮据，從而被迫與派拉蒙合作續寫教父第三集。他進一步提到，在他進入劇組前，派拉蒙已經準備好了一份以文森·柯里昂為主角劇本，該劇情圍繞1970年和1980年代的new kind of wiseguy，講述他與知之甚少的毒品聯盟之間的故事。但柯波拉覺得“教父”傳奇應該主要圍繞麥可展開，關於一個好人如何變成壞人，正如導演拍的那樣。柯波拉認為在《教父2》中，麥可沒有真的為他的罪孽付出代價，並希望在最後一部中實現。為了保證這一主題，柯波拉徹底重寫了劇本，他還想安排麥可身亡的結局，但派拉蒙拒絕了。
在薇諾娜·萊德（Winona Ryder）最後一刻因病退出後，由導演的女兒蘇菲亞·柯波拉來出演麥克·柯里昂的女兒。她飽受批評的演技，使得她的父親被指控任人唯親，還有其他不少苛刻的批評。但在柯波拉看來，這些批評只是在利用他女兒來攻擊他，不禁使他覺得，影片結尾麥可的女兒為他的罪惡付出代價變得十分諷刺。儘管他做此辯解，但劇中一些角色的飾演者也同樣使人聯想，飾演康妮的泰莉亞·雪爾其實是柯波拉的妹妹。同樣和柯波拉有關的藝人還包括尼可拉斯·凱吉、賈森·史華茲曼、羅曼·柯波拉和勞勃·卡門。
早在《教父1》中，蘇菲亞·柯波拉即在最後洗禮一幕中扮演了麥克·柯里昂的外甥。在《教父2》中，她也在9歲的維托·柯里昂到達伊利斯島的一幕中飾演了一名移民兒童。在影片中與柯波拉有關的人還有他的母親、父親（為影片大部分音樂譜曲）、叔叔和孫女吉雅。扮演殺手莫斯卡兒子的米雪爾·羅素也是柯波拉的遠親，他與柯波拉的曾祖母來自同一個小鎮。此外，柯波拉還安排馬丁·史柯西斯的母親凱瑟琳·史柯西斯在一些劇情中出現。

## 外部連結
- （英文） 互联网电影数据库（IMDb）上《教父3》的资料（英文）